# Цихонь, Александр
Александр Цихонь (пол. Aleksander Jan Cichoń; род. 9 декабря 1958, Жешув) — польский борец вольного стиля, бронзовый призёр летних Олимпийских игр 1980 года в Москве.

## Карьера
Выступал в полутяжёлой (до 90 кг) и тяжёлой (до 100 кг) весовых категориях. В 1978 году стал бронзовым призёром первенства Европы среди молодёжи в Оулу.
На летних Олимпийских играх 1980 года в Москве Цихонь победил сенегальца Амаду Диоп, камерунца Жан-Клода Билоа, австралийца Мика Пикоса и француза Кристофа Аднансона. В финале поляк проиграл советскому борцу Санасару Оганисяну и завоевал олимпийскую бронзу.